# Jim Boeven

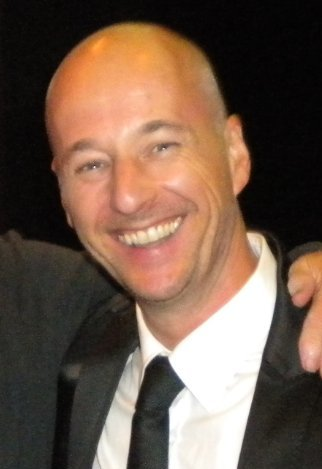
Jim Boeven (2013)

Jim Boeven (* 11. November 1967 in Menden, Sauerland) ist ein deutsch-US-amerikanischer Schauspieler.

## Leben
Boeven wuchs in Menden auf und siedelte 1991 nach Los Angeles über und begann dort seine Ausbildung am Actors Center sowie an der UCLA von 1991 bis 1993. Er besitzt die deutsche sowie die amerikanische Staatsbürgerschaft und spricht akzentfrei Englisch.
In The Canyons des Regisseurs Paul Schrader spielte er die Rolle des Jon.

## Filmografie (Auswahl)
- 1992: Schtonk!
- 1992: Night Line (Sexual Response, Fernsehfilm)
- 1993: Dr. Memos Zeitmaschine (Marching Out of Time)
- 1994: Alle lieben Julia (Fernsehserie, Folgen 1x01-1x26)
- 1994: Unter uns (Fernsehserie, Folgen 1x02-1x08)
- 1995–1996: Jede Menge Leben (Fernsehserie, 302 Folgen)
- 1995: Auf Achse (Fernsehserie, Folge 6x01 Überraschung in Rotterdam)
- 1995: Notaufnahme (Fernsehserie, Folge 1x01 Nobody Is Perfect)
- 1996: T.V. Kaiser (Fernsehserie, Folge 1x01 Frauenhandel – Das schmutzige Geschäft mit Mädchen aus dem Katalog oder Wo es sie gibt, was sie kosten, und wie kann ich sie wieder umtauschen?)
- 1998: Der Kuß des Killers (Fernsehfilm)
- 1998–1999: Der Fahnder (Fernsehserie, sechs Folgen)
- 2000: Club der starken Frauen – Die Rote Meile (Fernsehserie, Folge 1x22 Ein unmoralisches Angebot)
- 2000: Die Wache (Fernsehserie, Folge 7x15 Babystress)
- 1999–2001: JETS – Leben am Limit (Fernsehserie, zwölf Folgen)
- 2001: The Wandering Soul Murders (Fernsehfilm)
- 1999–2002: Großstadtrevier (Fernsehserie, zwei Folgen)
- 2002: Torso – Das Geheimnis der schwarzen Witwe (Torso: The Evelyn Dick Story, Fernsehfilm)
- 2002: Das Tribunal (Hart´s War)
- 2002: Zwei Profis (Fernsehserie, Folge 1x03 ...und das tote Mädchen)
- 2002: Flashback (Kurzfilm)
- 1997–2003: Alphateam – Die Lebensretter im OP (Fernsehserie, 2 Folgen, verschiedene Rollen)
- 2003: Bei aller Liebe (Fernsehserie, Folgen 3x11–3x12)
- 2005: Dem Himmel sei Dank (Fernsehfilm)
- 2005: Das Geständnis (Kurzfilm)
- 2005: Mein ganz gewöhnliches Leben
- 2005: Prinz und Paparazzi (Fernsehfilm)
- 2005: De profundis (Kurzfilm)
- 2006: Das Glück klopft an die Tür (Fernsehfilm)
- 2006: One Way
- 2006: Pastewka (Fernsehserie, Folge 2x03 Der Einzug)
- 2006: Die Familienanwältin (Fernsehserie, Folge 1x06 Hinter dem Spiegel)
- 2007: Der Staatsanwalt (Fernsehserie, Folge 1x02 Glückskinder)
- 2007: Crash Kids: Trust No One (Fernsehfilm)
- 2007: Alarm für Cobra 11 – Die Autobahnpolizei (Fernsehserie, Folge 11x06 Der Staatsanwalt)
- 2007: Zelle
- 2008: Rang Rasiya
- 2010: David and Goliath (Kurzfilm)
- 2010: Airline Disaster – Terroranschlag an Bord (Airline Disaster, Fernsehfilm)
- 2011: Freerunner
- 2011: Das Leben ist keine Autobahn
- 2001–2012: Lindenstraße (Fernsehserie, 8 Folgen, verschiedene Rollen)
- 2018: Tatort: Vom Himmel hoch